# 만화 굿모닝티쳐
굿모닝! 티처는 ‘’의 만화로 만화잡지 ‘소년챔프’에 1995년부터 1999년까지 연재된 작품이다. 독특한 캐릭터로 여자선생님 정경희와 고등학교 신입생 박영민을 주인공으로 한 고교만화이다.

## 구성
굿모닝! 티처는 1980년대의 고교만화가 스포츠와의 결합을 통해 소년의 도전과 좌절 그리고 우정을 그려냈다면 90년대 코믹스는 규칙 없는 동성 간의 대결(진짜사나이)과 구속 받지 않은 이성 간의 사랑을 묘사(어쩐지 좋은 일이 생길 것 같은 저녁)하는데 주력했다.
또 다른 측면에서는 판타지성을 가미하기도 했고(마이러브) 아이돌, 힙합, 무술 등등 색다른 소재를 결합시켜가면서 조숙한 독자들의 욕망을 어루만졌다. 이처럼 당시 소년만화는 세상의 모든 이야기 꺼리를 학원을 중심으로 펼쳐 내면서 독자들의 호기심을 자극했다. 전통과 결별하거나 새로운 문화코드를 결합하면서 ‘학원만화’라는 거대한 장르를 형성하고 있었다.

## 캐릭터
굿모닝! 티처의 캐릭터는 알로에를 뒤집어 쓴 것 같은 헤어스타일과 거꾸로 세운 오각형 모양의 얼굴, 큰 눈에 작은 코, 늘씬한 9등신 체형 등 90년대 초 유행했던 작화 스타일은 일본 애니메이션과 망가의 영향으로부터 자유롭지 않다. 하지만 필요에 따라 2등신이나 5등신으로 표현해도 어색하지 않은 이 같은 형식의 캐릭터는 개그 컷이나 일러스트 컷을 연출하는데 유용했고 팬시상품화 되기에도 용이했다. 서영웅의 만화 스타일 역시 90년 대 초 만화동인들 사이에서 매우 선호됐다. 많은 이들이 간결한 터치와 컬러마커를 사용한 효과 등을 따라 그렸다. 그만큼 기억에 남는 명장면과 명대사도 많았을 것이다.
“자신이 지금 ‘해야만 하는 일’이 뭔지 알고 게으름 부리지 않으며 ‘할 수 있는 일’은 뭐고 할 수 없는 일은 뭔지… 자신의 능력을 정확히 파악하고 있고… 언제나 ‘하고 싶은 일’이 뭔지 잊지 않는 사람이 되라구요.”
정경희 선생님은 또래 친구들에게 ‘여러분은 더 이상 애가 아니니까요’라며 이 대사를 던지고 윙크를 하며 나가버린다. 왠지 멋있어 보이는 퇴장이지만 또래 친구들의 머리를 혼란스럽게 한 한 장면이다. 다소 정돈되지 않은 듯 보이지만 작가 자신이 직접 개입해 그 시절의 친구들에게 들려주고 싶었던 대사로도 읽힌다. 해야만 하는, 할 수 있는, 하고 싶은 일 사이에서 주인공들은 물론이고 작가도 고민했다. 그 중 하나를 ‘선택’해야 하는 것에 대한 압박감을 토로하기도 했다.
정경희 선생님은 그 때도 ‘선택을 해야 할 때가 따로 있다기 보단 사는 것 자체가 선택의 연속’이라고 말하며 멋진 멘토의 자세를 유지한다. 아름다운 선생님의 선문답에 질풍노도의 소년들은 가슴이라도 내려치며 답답증을 호소했을 법도 한데 주인공들은 더 큰 혼란을 일으키지 않고 순한 양이 되어 대학으로 인도됐고 성인이 됐다. 매 순간 선택해야 하는 삶이 됐다.

## 만화가
서영웅은 1974년 생으로 고려대학교에 재학 중이던 1994년 ‘챔프만화대상’에서 ‘수호천사 마니또’로 가작을 수상하며 데뷔했다. 수상 후 곧바로 ‘월간챔프’에 ‘못 말리는 수호천사’를 연재했다. 서영웅은 단대부고 만화동아리 ‘해오름(창조지대의 후신)’ 출신으로 고교축제나 소규모 전시회, 회지 등을 통해 꾸준히 활동한 준프로 만화가였다.
90년대 초는 만화잡지 창간이 붐을 이루던 시절이다. 만화산업계는 역설적으로 ‘만화가 기근’에 빠져 있었고 만화동아리 출신 아마추어만화가가 든든한 지원군 역할을 했다. 서영웅과 함께 같은 동아리에서 활동하던 손희준, 박상용 등도 비슷한 시기에 작품 연재를 시작했다.
1995년 신세대 선생님을 등장시킨 ‘굿모닝! 티처’로 소년 독자들의 지지를 끌어내는데 성공한다. 풋풋한 학원물로 명성을 쌓은 서영웅은 판타지물이 주목받던 시기였던 1999년 거대로봇물 ‘레이븐’을 야심차게 발표했지만 전작 같은 인기를 얻지 못했다. 군 제대 후 인 2006년부터는 온라인 게임 ‘마비노기’를 소재로 한 동명의 판타지만화 ‘마비노기’를 발표한바 있고 2007년 웹툰 ‘페르소나’를 미디어다음에 연재 했다.

## 같이 보기
- ‘소년챔프’(만화잡지)
- ‘단대부고’(만화배경)